# دار الگداری
دار الگداری (به فرانسوی: Dar Gueddari) یک منطقهٔ مسکونی در مراکش است که در استان سیدی قاسم واقع شده‌است.
 دار الگداری  ۶٬۰۱۱ نفر جمعیت دارد.